# Amaurobius candia
Amaurobius candia là một loài nhện trong họ Amaurobiidae.
Loài này thuộc chi Amaurobius. Amaurobius candia được miêu tả năm 2002 bởi Konrad Thaler & Knoflach.